# Spånga/Bromstens BK
Spånga/Bromstens Bandyklubb (SBBK) är en bandyklubb i Sverige som bildades den 12 juni 1997 efter en sammanslagning mellan de båda bandyklubbarna Spånga IS BK (bandysektionen av Spånga IS) och Bromstens BK. Den nya föreningen fick genom detta cirka 300 aktiva fördelade på A-lag, farmarlag, juniorlag samt ungdomslag. En viktig del i föreningen är också den bandyskola som arrangeras hela vintern på Spånga IP. Spånga/Bromstens bandyklubb har sin verksamhet inom Stockholms bandyförbunds distrikt.
Under hösten 2013 beslöts om en sammanslagning med Djurgårdens IF Bandyförening, en sammanslagning som blev färdig under 2014 genom att SBBK gick med i Djurgårdens IF:s allians och antog Djurgårdens namn. Sommaren 2017 delade SBBK och Djurgårdens IF Bandyförening på sig och är idag åter separata föreningar.